# Val d'Aran
Val d'Aran (Spaans: Valle de Arán, Catalaans: Vall d'Aran) is een comarca van de Spaanse autonome regio Catalonië. Het is onderdeel van de provincie Lleida. In 2009 telde Val d'Aran 10295 inwoners op een oppervlakte van 633,60 km². De hoofdstad van de comarca is Vielha e Mijaran. In het noorden grenst Val d'Aran aan het Franse departement Haute-Garonne, in het westen aan de provincie Huesca van de Spaanse regio Aragón, in het zuiden aan de Catalaanse comarca Alta Ribagorça en in het oosten aan de comarca Pallars Sobirà.
Val d'Aran is de enige comarca ten noorden van de Pyreneeën. In de westelijke Pyreneeën zijn er nog wel enkele gebieden die ten noorden van de hoofdkam liggen: de vallei van de Bidasoa en de gemeente Luzaide ten noorden van de Puerto de Ibañeta.
Val d'Aran is de noordelijkste comarca van de Autonome Regio Catalonië en heeft sinds 1991 een apart statuut als autonoom gebied gekregen omwille van het Occitaanse karakter, met een eigen regering, de "Conselh Generau". Deze gaat terug op een eeuwenoude traditie van zelfbestuur binnen het Koninkrijk Aragon, verkregen in 1313.

## Geschiedenis
"Aran" is een woord van Baskische origine en betekent "vallei". "Val d'Aran" is dus eigenlijk een pleonasme, het betekent letterlijk "vallei van de vallei". De naam is een restant uit de pre-Romeinse oudheid, toen het gebied onder de invloed van de Aquitaanse cultuur stond, die nauw verwant was met die van de Basken. De rivier Garonne, die in Val d'Aran ontspringt, gold in de oudheid als een natuurlijke grens tussen het gebied van de Aquitani en dat van de Galliërs. Val d'Aran wordt voor het eerst met die naam expliciet vermeld in het 11de-eeuwse gedicht "Cançon de santa Fe".
De eerste sporen van christendom in de regio dateren uit het begin van de vijfde eeuw, rond de periode dat de Visigoten het gebied veroverden. Sindsdien lag het gebied altijd op de rand tussen het Merovingische noorden en het Iberische zuiden, zowel geografisch, politiek als cultureel.
Het gebied was lange tijd Frans grondgebied. Het werd naar Spanje overgeheveld in 1659, dit was zo vastgelegd in de Vrede van de Pyreneeën.

## Taal
Val d'Aran is het enige deel van Spanje waar Aranees, een variant van het Occitaans, wordt gesproken. De Generalitat de Catalunya, de Catalaanse overheid, had bij wet het Aranees als voorkeurstaal erkend voor de Vall d'Aran, maar deze wet is in 2011 voor het Grondwettelijk Hof aangevochten door de Spaanse regering, met als reden dat officieel enkel het Spaans voorkeurstaal kan zijn. Sindsdien is deze wet opgeschort.

## Gemeenten
| Gemeente  | Inwoners | Gemeente         | Inwoners | Gemeente | Inwoners |
| --------- | -------- | ---------------- | -------- | -------- | -------- |
| Arres     | 67       | Bausen           | 52       | Bossòst  | 1021     |
| Es Bòrdes | 235      | Canejan          | 107      | Les      | 829      |
| Naut Aran | 1713     | Vielha e Mijaran | 5020     | Vilamòs  | 175      |

## Sport
Val d'Aran was één keer etappeplaats in de wielerkoers Ronde van Frankrijk. In 2006 won de Rus Denis Mensjov er een bergetappe.